# Temporada 2018 del Campeonato Brasileño de Motovelocidade
La temporada 2018 del Campeonato Brasileño de Motovelocidade es la 3.ª edición sin el sello del Moto 1000 GP y la 8.ª edición del Campeonato Brasileño de Motovelicidade.
El "Campeonato Brasileño de Moto 1000 GP" es la principal categoría de motociclismo en Brasil junto con Campeonato Brasileño de Superbikes. Fue creado en 2011. y ha sido gestionado desde su fundación por la empresa de Alex Barros.
Una superbike (abreviado a menudo como SBK) es un tipo de motocicleta que se utiliza en competiciones de motociclismo de velocidad, entre ellas el Campeonato Mundial de Superbikes y el Campeonato Mundial de Motociclismo de Resistencia. A diferencia de las motocicletas usadas en el Campeonato Mundial de Motociclismo, las superbikes deben ser modelos derivados de los de serie. Esto las hace menos costosas de desarrollar y mantener, por lo cual varios campeonatos nacionales de motociclismo de velocidad se disputan con ellas.
Para que las marcas de motocicletas puedan usar sus motocicletas en los campeonatos, deben primero homologarlas y vender una cierta cantidad de unidades al público. Según el campeonato, se permite la modificación de suspensiones, frenos y ruedas. Los motores son de alta cilindrada: entre 850 y 1200 cc para motores bicilíndricos, y entre 750 y 1000 cc para los de cuatro cilindros. Hasta mediados de la década de 1990, también se permitieron motores de dos tiempos en lugar de cuatro tiempos, en este caso de hasta 500 cc de cilindrada.

## Calendario
| Ronda | Fecha           | Gran Premio                   | Circuito                                          | Ciudad       | Horário | Info  |
| ----- | --------------- | ----------------------------- | ------------------------------------------------- | ------------ | ------- | ----- |
| 1     | 6 de mayo       | Grande Prêmio Curvelo         | Circuito dos Cristais                             | Curvelo,MG   | 13h10   | [ 2 ] |
| 2     | 8 de julio      | Grande Prêmio Goiás           | Autódromo Internacional Ayrton Senna              | Goiânia, GO  | 12h40   | [ 3 ] |
| 3     | 5 de agosto     | Grande Prêmio Cascavel        | Autódromo Internacional de Cascavel - Zilmar Beux | Cascavel, PR | 12h10   | [ 4 ] |
| 4     | 9 de septiembre | Grande Prêmio Pirelli         | Autódromo Internacional Ayrton Senna              | Goiânia, GO  | 13h38   | [ 5 ] |
| 5     | 4 de noviembre  | Grande Prêmio de Minas Gerais | Circuito dos Cristais                             | Curvelo,MG   | 13h55   | [ 6 ] |

## Equipos y pilotos

### Superbike
| Equipo                                  | Constructor | Moto                  | Neu. | N.º | Piloto                     | Rondas  |
| --------------------------------------- | ----------- | --------------------- | ---- | --- | -------------------------- | ------- |
| Bonk Motorsport                         | Kawasaki    | Kawasaki Ninja ZX-10R | M    | 57  | Carlos Muñoz               | 1-2     |
| Bonk Motorsport                         | Kawasaki    | Kawasaki Ninja ZX-10R | M    | 66  | Túlio Resende              | 1-2     |
| Lionspeed GP by SRS Team Sorg Rennsport | Kawasaki    | Kawasaki Ninja ZX-10R | D    | 74  | Fernando Sobral            | 2 y 4   |
| Lionspeed GP by SRS Team Sorg Rennsport | Kawasaki    | Kawasaki Ninja ZX-10R | D    | 97  | Gustavo Leite              | 4       |
| Team ACP - Tangerine Associates         | Honda       | Honda CBR 1000RR      | D    | 70  | Éberson Marcon             | 2 y 4   |
| Team ACP - Tangerine Associates         | Honda       | Honda CBR 1000RR      | D    | 87  | Pedro Lins                 | Todas   |
| Abboud Racing                           | Kawasaki    | Kawasaki Ninja ZX-10R | M    | 42  | Jirios Semaan Abboud       | Todas   |
| Abboud Racing                           | Kawasaki    | Kawasaki Ninja ZX-10R | M    | 77  | Michel Semaan Abboud       | 5       |
| Simpson Motorsport                      | Kawasaki    | Kawasaki Ninja ZX-10R | M    | 24  | Renê Ferreira              | 3       |
| Simpson Motorsport                      | Kawasaki    | Kawasaki Ninja ZX-10R | M    | 6   | Alex Pires                 | 1 y 5   |
| Senkyr Motorsport                       | BMW         | BMW S1000RR           | D    | 15  | Ânderson Bonfim            | 1 y 4   |
| Senkyr Motorsport                       | BMW         | BMW S1000RR           | D    | 29  | Túlio Leandro Souza        | 1       |
| Autorlando Sport                        | Kawasaki    | Kawasaki Ninja ZX-10R | D    | 83  | Rivaldo Borges             | 1-2     |
| TCL Motorsport by AR Performance        | Aprilia     | Aprilia RSV4          | D    | 7   | Thiago Maia                | 1       |
| Herberth Motorsport                     | Honda       | Honda CBR 1000RR      | G    | 40  | Mauriti Ribeiro Jr         | 3       |
| Holmgaard Motorsport                    | Kawasaki    | Kawasaki Ninja ZX-10R | G    | 82  | Élson Tenebra Otero        | 3-5     |
| Holmgaard Motorsport                    | Kawasaki    | Kawasaki Ninja ZX-10R | G    | 12  | Remi Toscano               | 4       |
| Holmgaard Motorsport                    | Kawasaki    | Kawasaki Ninja ZX-10R | G    | 65  | Irineu Trudes Jr "Juninho" | 1       |
| Wolf-Power Racing                       | Suzuki      | Suzuki GSX-R 1000     | G    | 91  | Erick Rodrigues            | 5       |
| Rail Equip by Totcar Sport              | Yamaha      | Yamaha YZF R1         | G    | 67  | Nestore Guarino            | Todas   |
| Bas Koeten Racing                       | Honda       | Honda CBR 1000RR      | G    | 75  | Maurecir Mafra             | 4       |
| Aikoa Racing                            | Honda       | Honda CBR 1000RR      | G    | 58  | Luciano Carneiro           | 2 y 4   |
| SK Racing                               | BMW         | BMW S1000RR           | M    | 51  | João Ricardo Reis          | 4       |
| SK Racing                               | BMW         | BMW S1000RR           | M    | 79  | Leopoldo Bittar            | 2       |
| Dazzi Racing                            | BMW         | BMW S1000RR           | M    | 28  | Rodrigo Dazzi              | 1-3 y 5 |
| Dazzi Racing                            | BMW         | BMW S1000RR           | M    | 93  | Raphael Brito              | 4-5     |
| SRS Team Sorg Rennsport                 | Suzuki      | Suzuki GSX-R 1000     | D    | 72  | Nélson Gonçalves "Mágico"  | 1       |
| SRS Team Sorg Rennsport                 | Suzuki      | Suzuki GSX-R 1000     | D    | 54  | Cláudio Araújo             | Todas   |
| Primus Racing                           | BMW         | BMW S1000RR           | G    | 96  | Danilo Lewis               | Todas   |
| Primus Racing                           | BMW         | BMW S1000RR           | G    | 2   | Victor Santos              | Todas   |
| Haupt Racing Team                       | BMW         | BMW S1000RR           | G    | 43  | Gabriel Zampollo           | Todas   |
| Liqui Moly Team Engstler                | Ducati      | Ducati 1299R Panigale | G    | 19  | Ian Testa                  | Todas   |

| Leyenda             |
| ------------------- |
| Piloto regular      |
| Piloto invitado     |
| Piloto de reemplazo |

### Supersport 300
| Equipo                                         | Constructor | Moto                   | Neu. | N.º | Piloto                     | Rondas  |
| ---------------------------------------------- | ----------- | ---------------------- | ---- | --- | -------------------------- | ------- |
| Dörr Motorsport                                | Ducati      | Ducati Panigale V3 300 | G    | 92  | Diego Hilel                | Todas   |
| Team Joos by RACEmotion                        | Kawasaki    | Kawasaki Ninja 400     | D    | 9   | Lincoln Lima Melo          | Todas   |
| Team Joos by RACEmotion                        | Kawasaki    | Kawasaki Ninja 400     | D    | 99  | João Arratia               | Todas   |
| Schnitzelalm Racing                            | Yamaha      | Yamaha YZF-R3          | D    | 72  | Luís Valério de Oliveira   | 2       |
| PROsport Racing                                | Yamaha      | Yamaha YZF-R3          | G    | 24  | Rafinha Fernandes          | Todas   |
| PROsport Racing                                | Yamaha      | Yamaha YZF-R3          | G    | 64  | Cláudio Ruiz Filho         | Todas   |
| PROsport Racing                                | Yamaha      | Yamaha YZF-R3          | G    | 10  | Josué Ferreira Jr          | 1-2 y 4 |
| EastSide Motorsport                            | Honda       | Honda CBR 500R         | M    | 62  | Kioman Muñoz               | 3-5     |
| EastSide Motorsport                            | Honda       | Honda CBR 500R         | M    | 36  | Arthur Vieira              | 5       |
| Wimmer Werk Motorsport                         | Kawasaki    | Kawasaki Ninja 400     | M    | 25  | Pedro Ramos                | Todas   |
| Wimmer Werk Motorsport                         | Kawasaki    | Kawasaki Ninja 400     | M    | 4   | Matheus Barbosa            | Todas   |
| BCMC Motorsport powered by EastSide Motorsport | Triumph     | Triumph ST300          | D    | 18  | Luiz Roberto Boettcher     | 5       |
| BCMC Motorsport powered by EastSide Motorsport | Triumph     | Triumph ST300          | D    | 31  | Gleisson Moraes            | 1       |
| CV Performance Group                           | Kawasaki    | Kawasaki Ninja 400     | M    | 91  | Bruno César Borges         | Todas   |
| CV Performance Group                           | Kawasaki    | Kawasaki Ninja 400     | M    | 55  | Gabrielly Lewis            | Todas   |
| CV Performance Group                           | Kawasaki    | Kawasaki Ninja 400     | M    | 1   | Raquel Vaz                 | 3-5     |
| Overdrive Racing                               | Kawasaki    | Kawasaki Ninja 400     | G    | 66  | Raphael Lopes              | Todas   |
| Overdrive Racing                               | Kawasaki    | Kawasaki Ninja 400     | G    | 60  | Wesley Ramos               | Todas   |
| X-Raid Mini JCW Team                           | Kawasaki    | Kawasaki Ninja 400     | G    | 74  | Vicente Flores             | Todas   |
| M-Sport WRT                                    | Yamaha      | Yamaha YZF-R3          | G    | 97  | Rafael Rosa                | Todas   |
| M-Sport WRT                                    | Yamaha      | Yamaha YZF-R3          | G    | 13  | Kaywan Alves "Kaká Fumaça" | Todas   |
| ME-Motorsport                                  | Kawasaki    | Kawasaki Ninja 400     | B    | 41  | André Baldoni              | Todas   |
| ME-Motorsport                                  | Kawasaki    | Kawasaki Ninja 400     | B    | 52  | Waldinei Simão             | Todas   |
| Roma Racing by BMW Team Van Der Horst          | Kawasaki    | Kawasaki Ninja 400     | B    | 16  | Vandílson Marques          | Todas   |
| Orlen Honda Racing                             | Honda       | Honda CBR 500R         | M    | 80  | Eduardo Barros             | 3 y 5   |
| East-Racing Motorsport                         | Yamaha      | Yamaha YZF-R3          | M    | 82  | Rodrigo Gregório           | Todas   |
| East-Racing Motorsport                         | Yamaha      | Yamaha YZF-R3          | M    | 83  | Wilkson Ribeiro            | Todas   |
| Project 1                                      | Yamaha      | Yamaha YZF-R3          | M    | 23  | Michel Velludo             | Todas   |
| Project 1                                      | Yamaha      | Yamaha YZF-R3          | M    | 81  | Christian Nagao            | 1-4     |
| Walkenhorst Motorsport                         | Aprilia     | Aprilia Piaggio 300    | B    | 45  | Anna Salles                | 4-5     |
| Allied-Racing                                  | Yamaha      | Yamaha YZF-R3          | B    | 65  | Sarah Conessa              | Todas   |
| Allied-Racing                                  | Yamaha      | Yamaha YZF-R3          | B    | 68  | Fernando Martins           | 4       |
| DKR Engineering                                | Honda       | Honda CBR 500R         | M    | 11  | Antônio Andrade            | 2-5     |
| 99 Racing                                      | BMW         | BMW G 310R             | M    | 44  | Guilherme Rocha            | Todas   |
| Hanley Motorsports                             | BMW         | BMW G 310R             | B    | 34  | Luís Ferraz                | 2       |
| Hanley Motorsports                             | BMW         | BMW G 310R             | B    | 32  | Victor Santos              | 5       |
| SP Motorsports                                 | Kawasaki    | Kawasaki Ninja 400     | B    | 98  | Antônio Franzen            | 3-5     |
| SP Motorsports                                 | Kawasaki    | Kawasaki Ninja 400     | B    | 71  | Ricardo Ferreira           | 2       |
| Steur Racing                                   | KTM         | KTM RC250S             | B    | 77  | José Altair Moura "Tico"   | 5       |
| Extreme Velocity Motorsports                   | Kawasaki    | Kawasaki Ninja 400     | B    | 47  | Indy Muñoz                 | Todas   |
| Valkyrie Velocity Racing                       | Gas Gas     | GG RC250V2             | B    | 85  | Sérgio de Laurentys        | 3       |
| Andrioli Racing                                | Kawasaki    | Kawasaki Ninja 400     | B    | 15  | Sandro Ribeiro             | 1-2 y 4 |
| Andrioli Racing                                | Kawasaki    | Kawasaki Ninja 400     | B    | 22  | Olímpio Antônio Filho      | 1-3     |
| GringaMX Racing                                | Kawasaki    | Kawasaki Ninja 400     | D    | 63  | Silvas Avelino da Silva    | 1-2     |
| GringaMX Racing                                | Kawasaki    | Kawasaki Ninja 400     | D    | 90  | Wílson Oliveira            | 4       |
| GringaMX Racing                                | Kawasaki    | Kawasaki Ninja 400     | D    | 42  | Wellington Laureano        | 3       |
| Random Vandals Racing                          | Yamaha      | Yamaha YZF-R3          | D    | 54  | José de Barros Neto        | 1       |
| Alfa Associação                                | Yamaha      | Yamaha YZF-R3          | B    | 6   | Benedito Alves             | 2 y 5   |
| Alfa Associação                                | Yamaha      | Yamaha YZF-R3          | B    | 21  | Waldemir Borges            | 5       |

| Leyenda             |
| ------------------- |
| Piloto regular      |
| Piloto invitado     |
| Piloto de reemplazo |

## Resultados

### Superbike
| Ronda | Gran Premio                   | Fecha           | Pole Position | Vuelta rápida | Piloto ganador | Equipo ganador | Constructor | Ref.   |
| ----- | ----------------------------- | --------------- | ------------- | ------------- | -------------- | -------------- | ----------- | ------ |
| 1     | Grande Prêmio Curvelo         | 6 de mayo       | Danilo Lewis  | Danilo Lewis  | Danilo Lewis   | Primus Racing  | BMW         | [ 7 ]  |
| 2     | Grande Prêmio Goiás           | 8 de julio      | Danilo Lewis  | Danilo Lewis  | Danilo Lewis   | Primus Racing  | BMW         | [ 8 ]  |
| 3     | Grande Prêmio Cascavel        | 5 de agosto     | Danilo Lewis  | Danilo Lewis  | Danilo Lewis   | Primus Racing  | BMW         | [ 9 ]  |
| 4     | Grande Prêmio Pirelli         | 9 de septiembre | Danilo Lewis  | Danilo Lewis  | Danilo Lewis   | Primus Racing  | BMW         | [ 10 ] |
| 5     | Grande Prêmio de Minas Gerais | 4 de noviembre  | Danilo Lewis  | Danilo Lewis  | Danilo Lewis   | Primus Racing  | BMW         | [ 11 ] |

### Supersport 300
| Ronda | Gran Premio                   | Fecha           | Pole Position      | Vuelta rápida      | Piloto ganador     | Equipo ganador          | Constructor | Ref.   |
| ----- | ----------------------------- | --------------- | ------------------ | ------------------ | ------------------ | ----------------------- | ----------- | ------ |
| 1     | Grande Prêmio Curvelo         | 6 de mayo       | Bruno César Borges | Bruno César Borges | Bruno César Borges | CV Performance Group    | Kawasaki    | [ 7 ]  |
| 2     | Grande Prêmio Goiás           | 8 de julio      | Diego Hilel        | Gabrielly Lewis    | Lincoln Lima Melo  | Team Joos by RACEmotion | Kawasaki    | [ 8 ]  |
| 3     | Grande Prêmio Cascavel        | 5 de agosto     | André Baldoni      | Lincoln Lima Melo  | Diego Hilel        | Dörr Motorsport         | Ducati      | [ 9 ]  |
| 4     | Grande Prêmio Pirelli         | 9 de septiembre | Raquel Vaz         | Bruno César Borges | Lincoln Lima Melo  | Team Joos by RACEmotion | Kawasaki    | [ 12 ] |
| 5     | Grande Prêmio de Minas Gerais | 4 de noviembre  | Rafinha Fernandes  | André Baldoni      | André Baldoni      | ME-Motorsport           | Kawasaki    | [ 11 ] |

## Calificación general

### Superbike
| Pos. | Rider                      | Moto     | Clase | CUR | GOI | CAS | PIR | MGS | Pts. |
| ---- | -------------------------- | -------- | ----- | --- | --- | --- | --- | --- | ---- |
| 1    | Danilo Lewis               | BMW      | PRO   | 1   | 1   | 1   | 1   | 1   | 125  |
| 2    | Ian Testa                  | Ducati   | PRO   | 3   | 2   | 2   | 4   | 2   | 89   |
| 3    | Jirios Semaan Abboud       | Kawasaki | MAS   | 7   | 7   | 6   | 2   | 7   | 57   |
| 4    | Gabriel Zampollo           | BMW      | PRO   | 5   | 3   | 5   | 5   | 11  | 54   |
| 5    | Rodrigo Dazzi              | BMW      | PRO   | 2   | 14  | Ret |     | 3   | 38   |
| 6    | Nestore Guarino            | Yamaha   | MAS   | 14  | 9   | INF | 3   | 6   | 35   |
| 7    | Cláudio Araújo             | Suzuki   | PRO   | 12  | 8   | 8   | 10  | Ret | 26   |
| 8    | Élson Tenebra Otero        | Kawasaki | MAS   |     |     | 7   | 8   | 9   | 24   |
| 9    | Luciano Carneiro           | Honda    | PRO   |     | 6   |     | 6   |     | 20   |
| 10   | Alex Pires                 | Kawasaki | LGT   | 9   |     |     |     | 5   | 18   |
| 11   | Mauriti Ribeiro Jr         | Honda    | LGT   |     |     | 3   |     |     | 16   |
| 12   | Pedro Lins                 | Honda    | EVO   | 4   | 15  | Ret | 14  | Ret | 16   |
| 13   | Victor Santos              | BMW      | PRO   | Ret | 13  | 9   | 11  | Wth | 15   |
| 14   | Renê Ferreira              | Kawasaki | MAS   |     |     | 4   |     |     | 13   |
| 15   | Leopoldo Bittar            | BMW      | LGT   |     | 4   |     |     |     | 13   |
| 16   | Raphael Brito              | BMW      | EVO   |     |     |     | DSQ | 4   | 13   |
| 17   | Fernando Sobral            | Kawasaki | MAS   |     | 10  |     | 9   |     | 13   |
| 18   | Rivaldo Borges             | Kawasaki | LGT   | 16  | 5   |     |     |     | 11   |
| 19   | Irineu Trudes Jr "Juninho" | Kawasaki | LGT   | 6   |     |     |     |     | 10   |
| 20   | João Ricardo Reis          | BMW      | MAS   |     |     |     | 7   |     | 9    |
| 21   | Túlio Resende              | Kawasaki | EVO   | 8   | DNS |     |     |     | 8    |
| 22   | Michel Semaan Abboud       | Kawasaki | MAS   |     |     |     |     | 8   | 8    |
| 23   | Éberson Marcon             | Honda    | MAS   |     | 12  |     | 12  |     | 8    |
| 24   | Nélson Gonçalves "Mágico"  | Suzuki   | MAS   | 10  |     |     |     |     | 6    |
| 25   | Erick Rodrigues            | Suzuki   | EVO   |     |     |     |     | 10  | 6    |
| 26   | Ânderson Bonfim            | BMW      | EVO   | 11  |     |     | 15  |     | 6    |
| 27   | Carlos Muñoz               | Kawasaki | MAS   | 17  | 11  |     |     |     | 5    |
| 28   | Remi Toscano               | Kawasaki | MAS   |     |     |     | 13  |     | 3    |
| 29   | Thiago Maia                | Aprilia  | LGT   | 13  |     |     |     |     | 3    |
| 30   | Túlio Leandro Souza        | BMW      | EVO   | 15  |     |     |     |     | 1    |
| 31   | Gustavo Leite              | Kawasaki | MAS   |     |     |     | Ret |     | 0    |
| 32   | Maurecir Mafra             | Honda    | LGT   |     |     |     | DNQ |     | 0    |
| Pos. | Rider                      | Moto     | Clase | CUR | GOI | CAS | PIR | MGS | Pts. |

| Color     | Resultado                                                               |
| --------- | ----------------------------------------------------------------------- |
| Oro       | Ganador                                                                 |
| Plata     | 2.ª plaza                                                               |
| Bronce    | 3.ª plaza                                                               |
| Verde     | Finalizó en los puntos                                                  |
| Azul      | Finalizó sin puntos                                                     |
| Azul      | NC - No clasificado                                                     |
| Violeta   | Ret - No terminó (Carrera)                                              |
| Rojo      | DNQ - No se clasificó                                                   |
| Negro     | DSQ - Descalificado                                                     |
| Blanco    | DNS - No empezó (carrera)                                               |
| Blanco    | WD - Retirado (fin de semana)                                           |
| Blanco    | C - Carrera cancelada                                                   |
| Sin color | DNP - Inscrito pero no participó                                        |
| Sin color | INJ - Lesionado                                                         |
| Sin color | EX - Excluido                                                           |
| Estado    | Resultado                                                               |
| Negrita   | Pole position                                                           |
| Cursiva   | Vuelta rápida                                                           |
| †         | Abandona, pero clasifica al completar el porcentaje requerido para ello |

### Campeonato de Constructores
| Pos. | Constructor | CUR | GOI | CAS | PIR | MGS | Pts. |
| ---- | ----------- | --- | --- | --- | --- | --- | ---- |
| 1    | BMW         | 1   | 1   | 1   | 1   | 1   | 125  |
| 2    | Ducati      | 3   | 2   | 2   | 4   | 2   | 89   |
| 3    | Kawasaki    | 6   | 5   | 4   | 2   | 5   | 65   |
| 4    | Honda       | 4   | 6   | 3   | 6   | Ret | 49   |
| 5    | Yamaha      | 14  | 9   | INF | 3   | 6   | 35   |
| 6    | Suzuki      | 10  | 8   | 8   | 10  | 10  | 34   |
| 7    | Aprilia     | 13  |     |     |     |     | 3    |
| Pos. | Rider       | CUR | GOI | CAS | PIR | MGS | Pts. |

### Supersport 300
| Pos. | Rider                      | Moto     | Clase | CUR | GOI | CAS | PIR  | MGS  | Pts. |
| ---- | -------------------------- | -------- | ----- | --- | --- | --- | ---- | ---- | ---- |
| 1    | Bruno César Borges         | Kawasaki | PRO   | 1   | 4   | 7   | 2    | 5    | 78   |
| 2    | André Baldoni              | Kawasaki | PRO   | 3   | Ret | 2   | 3    | 1    | 77   |
| 3    | Lincoln Lima Melo          | Kawasaki | PRO   | 7   | 1   | Ret | 1    | 8    | 67   |
| 4    | Rafinha Fernandes          | Yamaha   | PRO   | 2   | 3   | Ret | Ret  | 2    | 56   |
| 5    | Diego Hilel                | Ducati   | PRO   | 5   | Ret | 1   | 4    | Ret  | 49   |
| 6    | Matheus Barbosa            | Kawasaki | PRO   | 9   | 2   | Ret | 8    | 9    | 42   |
| 7    | Rafael Rosa                | Yamaha   | PRO   | Ret | 8   | 3   | Ret  | 4    | 37   |
| 8    | Pedro Ramos                | Kawasaki | PRO   | 16  | 9   | 5   | 5    | Ret  | 29   |
| 9    | Rodrigo Gregório           | Yamaha   | PRO   | Ret | 11  | 4   | 7    | Ret  | 27   |
| 10   | Guilherme Rocha            | BMW      | PRO   | 14  | 6   | 6   | Ret  | 11   | 27   |
| 11   | Antônio Andrade            | Honda    | PRO   |     | 10  | Ret | 6    | 6    | 26   |
| 12   | Michel Velludo             | Yamaha   | LGT   | 12  | DNS | 8   | 11   | DNQ  | 25   |
| 13   | Kaywan Alves "Kaká Fumaça" | Yamaha   | PRO   | 6   | Ret | Ret | 12   | 7    | 23   |
| 14   | Cláudio Ruiz Filho         | Yamaha   | PRO   | 10  | Ret | Ret | Ret  | 3    | 22   |
| 15   | João Arratia               | Kawasaki | PRO   | 19  | 5   | DNQ | 10   | DNQ  | 18   |
| 16   | Vandílson Marques          | Kawasaki | PRO   | 11  | 7   | Ret | Ret  | DNQ  | 14   |
| 17   | Antônio Franzen            | Kawasaki | LGT   |     |     | 9   | 9    | Ret  | 14   |
| 18   | Gabrielly Lewis            | Kawasaki | PRO   | 4   | Ret | Ret | Ret  | Ret  | 13   |
| 19   | Waldinei Simão             | Kawasaki | PRO   | 8   | Ret | Ret | Ret  | Ret  | 8    |
| 20   | Sarah Conessa              | Yamaha   | PRO   | 13  | Ret | 11  | DNQ  | DNPQ | 8    |
| 21   | Raquel Vaz                 | Kawasaki | PRO   |     |     | Ret | Ret  | 10   | 6    |
| 22   | Wesley Ramos               | Kawasaki | PRO   | DNQ | Ret | 10  | DNPQ | DNPQ | 6    |
| 23   | Wilkson Ribeiro            | Yamaha   | PRO   | 18  | DNQ | 12  | Ret  | DNQ  | 4    |
| 24   | Josué Ferreira Jr          | Yamaha   | MAS   | 15  | INF |     | DNS  |      | 1    |
| 25   | Raphael Lopes              | Kawasaki | PRO   | 17  | Ret | DNQ | DNS  | Ret  | 0    |
| 26   | Anna Salles                | Aprilia  | PRO   |     |     |     | DNPQ | DNPQ | 0    |
| 27   | José Altair Moura "Tico"   | KTM      | PRO   |     |     |     |      | NA   | 0    |
| 28   | Eduardo Barros             | Honda    | LGT   |     |     | DNQ |      | DNPQ | 0    |
| 29   | Ricardo Ferreira           | Kawasaki | LGT   |     | NC  |     |      |      | 0    |
| 30   | Kioman Muñoz               | Honda    | LGT   |     |     | Ret | DNPQ | DNPQ | 0    |
| 31   | Indy Muñoz                 | Kawasaki | LGT   | Ret | Ret | Ret | DNS  | Ret  | 0    |
| 32   | Sérgio de Laurentys        | Gas Gas  | LGT   |     |     | AN  |      |      | 0    |
| 33   | Luiz Roberto Boettcher     | Triumph  | LGT   |     |     |     |      | Ret  | 0    |
| 34   | Luís Ferraz                | BMW      | LGT   |     | DNS |     |      |      | 0    |
| 35   | Vicente Flores             | Kawasaki | LGT   | Ret | DNQ | Ret | Ret  | DNPQ | 0    |
| 36   | Christian Nagao            | Yamaha   | LGT   | Ret | DNS | DNQ | DNQ  |      | 0    |
| 37   | Sandro Ribeiro             | Kawasaki | LGT   | Ret | Ret |     | DNPQ |      | 0    |
| 38   | Gleisson Moraes            | Triumph  | LGT   | DNS |     |     |      |      | 0    |
| 39   | Olímpio Antônio Filho      | Kawasaki | LGT   | DNQ | DNQ | Ret |      |      | 0    |
| 40   | Fernando Martins           | Yamaha   | LGT   |     |     |     | DNS  |      | 0    |
| 41   | Silvas Avelino da Silva    | Kawasaki | LGT   | DNQ | DNQ |     |      |      | 0    |
| 42   | Wilson Oliveira            | Kawasaki | LGT   |     |     |     | Ret  |      | 0    |
| 43   | Victor Santos              | BMW      | LGT   |     |     |     |      | WD   | 0    |
| 44   | Luís Valério de Oliveira   | Yamaha   | LGT   |     | INF |     |      |      | 0    |
| 45   | José de Barros Neto        | Yamaha   | MAS   | DNP |     |     |      |      | 0    |
| 46   | Benedito Alves             | Yamaha   | MAS   |     | DNS |     |      | INF  | 0    |
| 47   | Wellington Laureano        | Kawasaki | MAS   |     |     | Les |      |      | 0    |
| 48   | Waldemir Borges            | Yamaha   | MAS   |     |     |     |      | DSQ  | 0    |
| 49   | Arthur Vieira              | Honda    | MAS   |     |     |     |      | DSQ  | 0    |
| Pos. | Rider                      | Moto     | Clase | CUR | GOI | CAS | PIR  | MGS  | Pts. |

| Color     | Resultado                                                               |
| --------- | ----------------------------------------------------------------------- |
| Oro       | Ganador                                                                 |
| Plata     | 2.ª plaza                                                               |
| Bronce    | 3.ª plaza                                                               |
| Verde     | Finalizó en los puntos                                                  |
| Azul      | Finalizó sin puntos                                                     |
| Azul      | NC - No clasificado                                                     |
| Violeta   | Ret - No terminó (Carrera)                                              |
| Rojo      | DNQ - No se clasificó                                                   |
| Negro     | DSQ - Descalificado                                                     |
| Blanco    | DNS - No empezó (carrera)                                               |
| Blanco    | WD - Retirado (fin de semana)                                           |
| Blanco    | C - Carrera cancelada                                                   |
| Sin color | DNP - Inscrito pero no participó                                        |
| Sin color | INJ - Lesionado                                                         |
| Sin color | EX - Excluido                                                           |
| Estado    | Resultado                                                               |
| Negrita   | Pole position                                                           |
| Cursiva   | Vuelta rápida                                                           |
| †         | Abandona, pero clasifica al completar el porcentaje requerido para ello |

### Campeonato de Constructores
| Pos. | Constructor | CUR | GOI | CAS | PIR  | MGS  | Pts. |
| ---- | ----------- | --- | --- | --- | ---- | ---- | ---- |
| 1    | Kawasaki    | 1   | 1   | 2   | 1    | 1    | 120  |
| 2    | Yamaha      | 2   | 3   | 3   | 11   | 2    | 77   |
| 3    | Ducati      | 5   | Ret | 1   | 4    | Ret  | 49   |
| 4    | BMW         | 14  | 6   | 6   | Ret  | 11   | 27   |
| 5    | Honda       |     | 10  | Ret | 6    | 6    | 26   |
| 6    | Aprilia     |     |     |     | DNPQ | DNPQ | 0    |
| 7    | KTM         |     |     |     |      | NA   | 0    |
| 8    | Gas Gas     |     |     | AN  |      |      | 0    |
| 9    | Triumph     | DNS |     |     |      |      | 0    |
| Pos. | Rider       | CUR | GOI | CAS | PIR  | MGS  | Pts. |

### Sistema de puntuación
Es lícito descartar los tres peores resultados de la temporada.
| Puntuación | 1° | 2° | 3° | 4° | 5° | 6° | 7° | 8° | 9° | 10° | 11° | 12° | 13° | 14° | 15° |
| ---------- | -- | -- | -- | -- | -- | -- | -- | -- | -- | --- | --- | --- | --- | --- | --- |
| Carrera    | 25 | 20 | 16 | 13 | 11 | 10 | 9  | 8  | 7  | 6   | 5   | 4   | 3   | 2   | 1   |

## Cobertura televisiva
Las Carreras de lo Campeonato Brasileño de Superbikes se transmiten por Televisión por Cable incluyendo: ESPN, Fox Sports, Movistar+, CBS Sports y NBC Sports. 

### Cobertura en Brasil
| Transmissão | Transmissão                    |
| ----------- | ------------------------------ |
| SporTV      | Narração: Eugênio Rizzardo     |
| SporTV      | Narração: Rogério Rockenbach   |
| SporTV      | Comentários: Pedro Della Corte |
| SporTV      | Comentários: Karen Battaglia   |

| Transmissão | Transmissão                      |
| ----------- | -------------------------------- |
| Band        | Narração: Eduardo Vaz            |
| Band        | Narração: Márcio Possamai        |
| Band        | Comentários: Gilberto Bertarello |
| Band        | Comentários: Ana Coser Mazutti   |

| Transmissão | Transmissão                         |
| ----------- | ----------------------------------- |
| BandSports  | Narração: Celso Miranda             |
| BandSports  | Narração: Gian Calabrese            |
| BandSports  | Comentários: Robson Amaral          |
| BandSports  | Comentários: Claudia Refatti Benato |

| Transmissão | Transmissão                   |
| ----------- | ----------------------------- |
| YouTube     | Narração: Octávio Muniz       |
| YouTube     | Narração: Thiago Fabris       |
| YouTube     | Comentários: Ivar Castagnetti |
| YouTube     | Comentários: Henrique Gava    |

### Otros países
- Colombia: RCN Televisión y RCN HD2
- Portugal: Sport TV
- Reino Unido: BT Sport
- Canadá: Sportsnet
- España: Movistar+
- Hispanoamérica: ESPN y Star+

### Enlaces de transmisión
| Internet (Global) |
| ----------------- |
| YouTube           |
| Motorsport.tv     |
| Facebook          |
| Zoome             |
| Catve.com         |
| Auto Videos       |
| Twitch            |